# 2016年多倫多國際影展
第41屆多倫多國際影展於2016年9月8日至9月18日（當地時間）在加拿大多倫多舉行。

## 單元
以下電影被選定為各單元：

### 全景展映單元
- 《當怪物來敲門》，導演：胡恩·安東尼奧·巴亞納
- 《降臨》，導演：丹尼·維勒納夫
- 《怒火地平線》，導演：彼得·柏格
- 《最佳閨蜜》（閉幕片），導演：凱莉·佛萊蒙·克雷格
- 《獵頭者的呼喚》，導演：馬克·威廉斯
- 《旅途目的地》，導演：布朗溫·休斯
- 《20/20體驗世界巡迴演唱會》，導演：強納森·德米
- 《林登詹森》，導演：羅伯·萊納
- 《愛侶》，導演：傑夫·尼可拉斯
- 《絕地7騎士》（開幕片），導演：安東尼·法奎
- 《奧本海默的策略》，導演：約瑟夫·斯達
- 《通靈美人》，導演：蕾貝卡·紫洛托斯基
- 《承諾》，導演：泰瑞·喬治
- 《逐夢棋緣》，導演：蜜拉·娜雅
- 《The Rolling Stones Olé Olé Olé!: A Trip Across Latin America》，導演：保羅·達格代爾
- 《秘密手稿》，導演：吉姆·謝里丹
- 《神鬼駭客：史諾登》，導演：奧利佛·史東
- 《古怪天氣》，導演：凱瑟琳·迪克曼
- 《他們是最好的》，導演：瓏·薛爾菲格
- 《聯合王國》，導演：艾瑪·阿桑特

### 特別放映
- 《修正》，導演：米克·傑克遜
- 《盲女驚心》，導演：馬克·福斯特
- 《決鬥者》，導演：阿列克謝·馬茲吉里夫
- 《她的危險遊戲》，導演：保羅·范赫文
- 《異常》，導演：大衛·勒沃
- 《Foreign Body》，導演：拉賈·阿瑪瑞
- 《弗蘭茲》，導演：法蘭索瓦·奧桑
- 《下女的誘惑》，導演：朴贊郁
- 《臨淵而慄》，導演：深田晃司
- 《我不是潘金蓮》，導演：冯小刚
- 《我是布萊克》，導演：肯·洛區
- 《勝負未決》，導演：詹姆斯·法蘭科
- 《不過就是世界末日》，導演：札維耶·多藍
- 《旅程》，導演：尼克·海姆
- 《舞廳之王》，導演：尼克·卡農
- 《樂來越愛你》，導演：達米恩·查澤雷
- 《王力宏火力全開演唱會電影》
- 《派特森》，導演：吉姆·賈木許

### 午夜瘋狂
- 《狗咬狗》，導演：保羅·許瑞德
- 《玩命鎗火》，導演：班·懷特利
- 《迎頭重擊》，導演：齊莫·史坦波、提摩·塔堅德
- 《貞子vs伽椰子》，導演：白石晃士

### 大師
- 《比海更深》，導演：是枝裕和
- 《残影余像》，導演：安德烈·華依達
- 《海上焰火》，導演：詹弗兰科·罗西
- 《毕业会考》，導演：克里斯蒂安·蒙久
- 《胡丽叶塔》，導演：佩德罗·阿尔莫多瓦尔
- 《私人採購》，導演：奥利维耶·阿萨亚斯

## 評審名單
- 章子怡：演員[5][6]
- 布赖恩·德帕尔马：導演兼編劇
- 麥哈梅·沙雷·赫魯：導演

## 外部連結
- 官方网站